# VP9
VP9 és un format de codificació de vídeo obert i lliure de drets d'autor desenvolupat per Google.
VP9 és el successor de VP8 i competeix principalment amb la codificació de vídeo d'alta eficiència de MPEG (HEVC/H.265). Al principi, VP9 s'utilitzava principalment a la plataforma de vídeos de Google YouTube. L'aparició de l'Alliance for Open Media, i el seu suport al desenvolupament continu del successor AV1, del qual Google forma part, va provocar un interès creixent pel format.
En contrast amb HEVC, el suport VP9 és comú entre els navegadors web moderns (vegeu el vídeo HTML5 § Suport del navegador). Android és compatible amb VP9 des de la versió 4.4 KitKat, mentre que iOS/iPadOS va afegir compatibilitat amb VP9 a iOS/iPadOS 14.
Parts del format estan cobertes per patents de Google. L'empresa concedeix l'ús gratuït de les seves pròpies patents relacionades basant-se en la reciprocitat, és a dir, sempre que l'usuari no participi en litigis de patents.

## Història
VP9 és l'última iteració oficial de la sèrie de formats de vídeo TrueMotion que Google va comprar el 2010 per 134 milions de dòlars juntament amb l'empresa On2 Technologies que el va crear. El desenvolupament de VP9 va començar a la segona meitat de 2011 sota els noms de desenvolupament de Next Gen Open Video (NGOV ) i VP-Next. Els objectius de disseny de VP9 incloïen reduir la taxa de bits en un 50% en comparació amb VP8 mantenint la mateixa qualitat de vídeo i amb l'objectiu d'obtenir una millor eficiència de compressió que l'estàndard de codificació de vídeo d'alta eficiència MPEG (HEVC). El juny de 2013 es va finalitzar el "perfil 0" de VP9, i dos mesos més tard es va llançar el navegador Chrome de Google amb suport per a la reproducció de vídeo VP9. L'octubre d'aquell any es va afegir un descodificador VP9 natiu a FFmpeg, i a Libav sis setmanes més tard. Mozilla va afegir suport VP9 a Firefox el març de 2014. El 2014 Google va afegir dos perfils d'alta profunditat de bits: el perfil 2 i el perfil 3.

## Característiques
VP9 està personalitzat per a resolucions de vídeo superiors a 1080p (com ara UHD) i també permet compressió sense pèrdues. Admet resolucions de fins a 65536 × 65536, mentre que HEVC admet resolucions de fins a 8192 × 4320 píxels.
El format VP9 admet els següents espais de color: Rec. 601, Rec. 709, Rec. 2020, SMPTE-170, SMPTE-240 i sRGB.VP9 admet vídeo HDR mitjançant funcions de transferència híbrides de log-gamma (HLG) i quantificadors perceptius (PQ).

## Eficiència
Una primera comparació que va tenir en compte la velocitat de codificació variable va mostrar que x265 superava de manera estreta libvpx amb la màxima qualitat (codificació més lenta), mentre que libvpx era superior a qualsevol altra velocitat de codificació, per SSIM.